# Elecciones de Baden-Wurtemberg de 1972
Las elecciones estatales en Baden-Württemberg de 1972 se llevaron a cabo el 23 de abril. El primer ministro Hans Filbinger y la CDU ganaron alrededor de nueve puntos porcentuales y fueron capaces de ganar la mayoría absoluta. El SPD estatal logró su mejor resultado en su historia, mientras que el FDP/DVP sufrió grandes pérdidas. El NPD fue eliminado del parlamento. Un gobierno en mayoría de la CDU con el nuevo primer ministro Filbinger rompió a la anterior gran coalición entre la CDU y el SPD.
Los resultados fueron:
| Partido Político | Partido Político                           | Porcentaje | Escaños |
| ---------------- | ------------------------------------------ | ---------- | ------- |
|                  | Unión Cristianodemócrata de Alemania (CDU) | 52.92      | 65      |
|                  | Partido Socialdemócrata de Alemania (SPD)  | 37.56      | 45      |
|                  | Partido Liberal de Alemania (FDP/DVP)      | 8.94       | 10      |
|                  | Partido Comunista Alemán (DKP)             | 0.46       | 0       |